# Rhynchostegiopsis flexuosa
Rhynchostegiopsis flexuosa là một loài Rêu trong họ Leucomiaceae. Loài này được (Sull.) Müll. Hal. mô tả khoa học đầu tiên năm 1897.